# Sarajevska Pivara

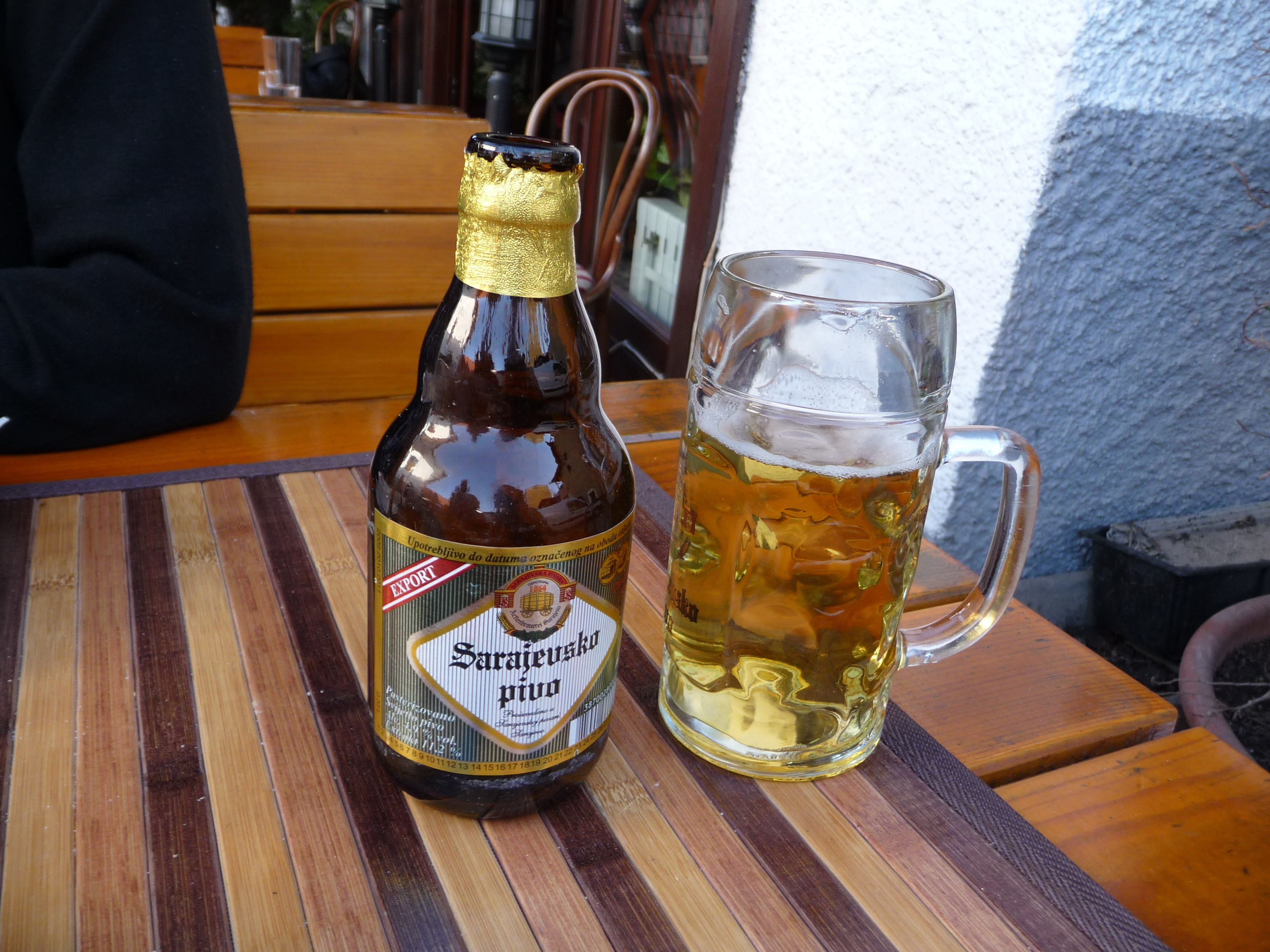
Sarajevsko Pivo från Sarajevska Pivara.

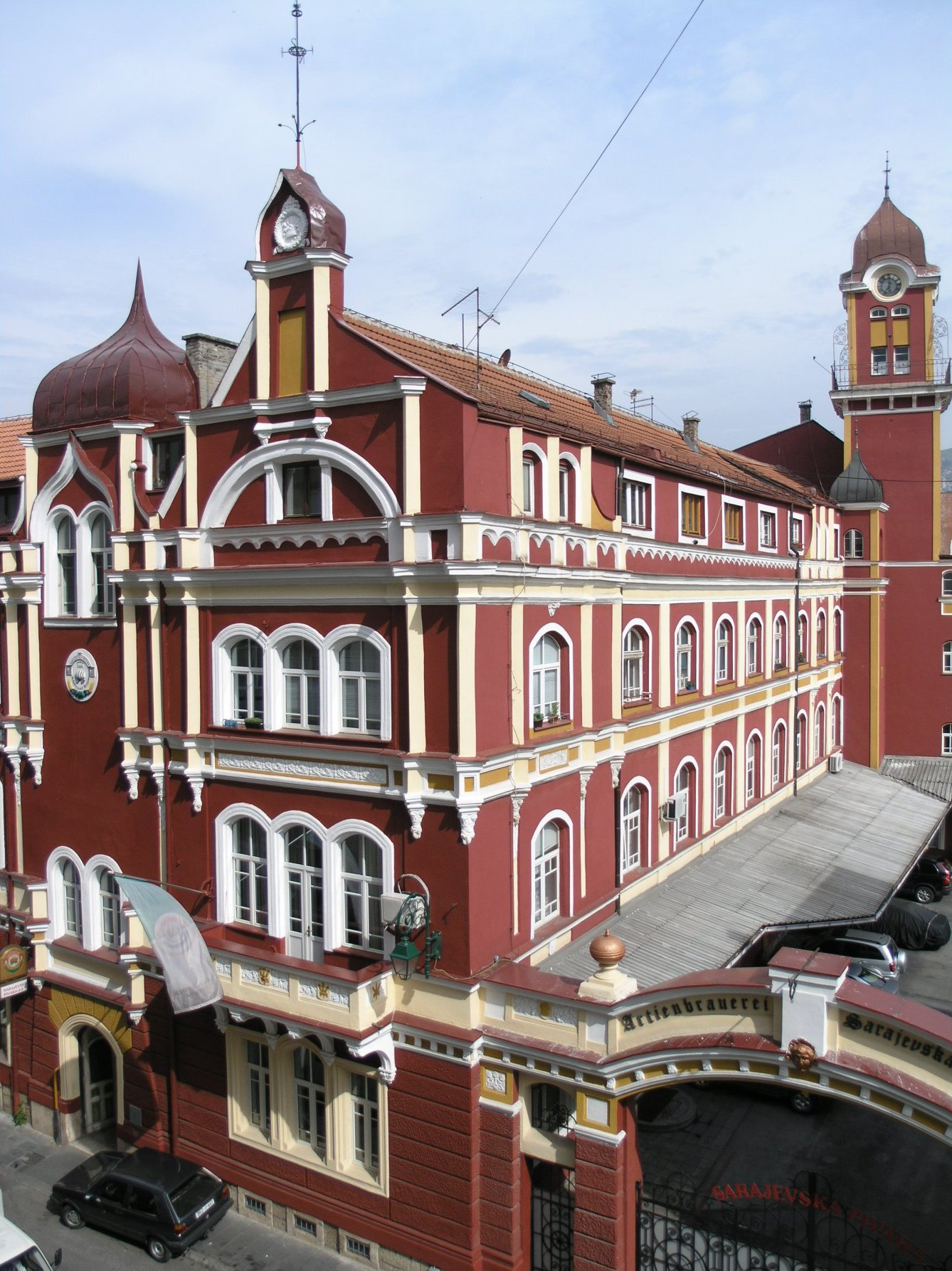
Sarajevska Pivaras lokaler i Sarajevo.

Sarajevska Pivara är ett bryggeri i Bosnien och Hercegovina, baserat i Sarajevo. Bryggeriet, som grundades 1864, producerar bland annat Sarajevoölet Sarajevsko pivo.
Under senare år har bryggeriet köpt upp flera andra matvaruföretag på den bosniska marknaden, och man omsätter drygt 76 000 miljoner konvertibla mark och har 620 anställda (2007).